# からすときつね

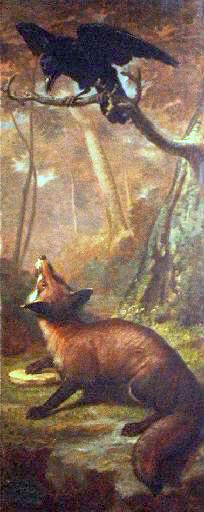
からすときつね

「からすときつね」または「騙されたからす」は、イソップ寓話のひとつ。ペリー・インデックス124番。

## あらすじ
鴉が大きな肉をくわえて高い木にとまった。いざ食べようとしたときに狐に声をかけられ、容姿についていろいろと褒められる。鴉は肉を食べることを忘れ、しばし聞き入ってしまう。そして狐が「きっと素晴らしい声をしているんだろうなあ。ああ、声を聞いてみたい」と言うと、鴉は「カー」と高らかに鳴き、くわえていた肉は下にいた狐の口に収まってしまう。

## 教訓
褒められていい気になりすぎると、痛い目をみることになる。

## 別のバージョン

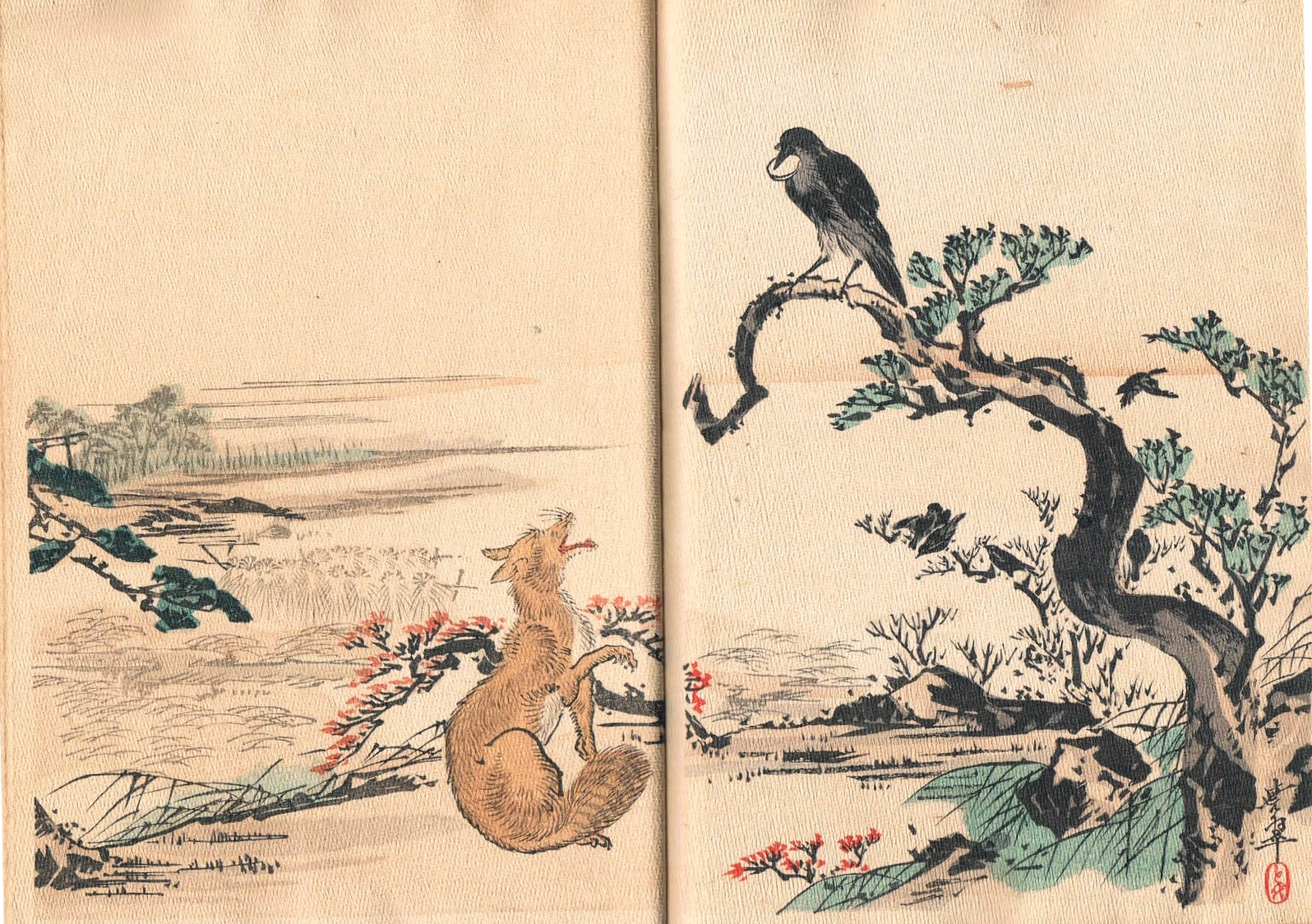
日本で1894年に出版されたラ・フォンテーヌ寓話詩の挿絵。河鍋暁翠画

この寓話については、早くホラティウス『風刺詩』の中で言及されている。
ジャータカに多少似た話があり、ジャンブの木の実をついばむカラスをジャッカルがほめたたえ、それを聞いたカラスは実を落としてやる。ただしイソップとの影響関係は明らかでない。
ラ・フォンテーヌの寓話詩では「セミとアリ」についで2番めに収録されている。この話ではカラスがくわえているのは肉ではなくパエドルスにしたがってチーズになっている。この詩はジャック・オッフェンバック（1842年）をはじめとして何度も歌曲化されている。ジャン・ジャック・ルソーは『エミール』においてこの話を批判し、寓話の教訓とは逆に、子供はいかにして他人の口からチーズを落とさせるかという策略を学ぶだろうと言っている。
レッシングの寓話集では、カラスのくわえていた肉が実は毒入りで、キツネは死んでしまう。阿諛追従を戒める内容になっている。
クルイロフの寓話集にも収録されている。